# Euphorbia cassia
Euphorbia cassia är en törelväxtart som beskrevs av Pierre Edmond Boissier. Euphorbia cassia ingår i släktet törlar, och familjen törelväxter.

## Underarter
Arten delas in i följande underarter:
- E. c. cassia
- E. c. rigoi